# Phyllonorycter ulmi
Phyllonorycter ulmi là một loài bướm đêm thuộc họ Gracillariidae. Nó được tìm thấy ở Nhật Bản (Hokkaido), Hàn Quốc và vùng Viễn Đông Nga.
Sải cánh dài 5–6 mm.
Ấu trùng ăn Ulmus davidiana var. japonica, Ulmus japonica, Zelkova serrata và Ulmus laciniata. Chúng ăn lá nơi chúng làm tổ. The mine is ptychonomous và created on the upper surface of the leaves.